# Opera della Nobiltà

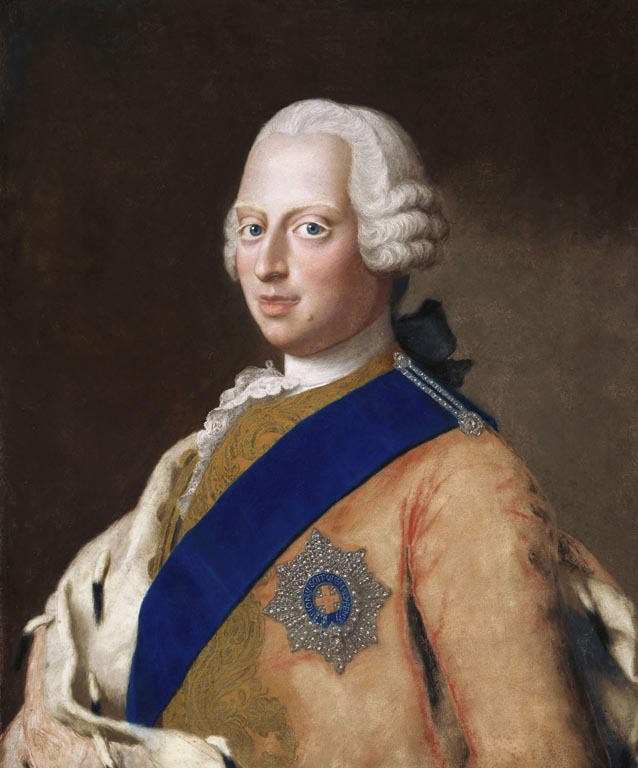
Federico di Hannover, principe di Galles.

Con l'espressione Opera della Nobiltà (nell'originale inglese: Opera of the Nobility) ci si riferisce a una compagnia teatrale fondata a Londra nel 1733 da un gruppo di persone, guidate dal principe di Galles Federico di Hannover, che si opponeva al re Giorgio II di Gran Bretagna, in rivalità con la Royal Academy of Music diretta da Georg Friedrich Händel, supportata dal sovrano e dalla regina consorte.

## Premesse
In occasione della prima rappresentazione dell'oratorio Deborah HWV 51, il 17 marzo 1733, Händel decise di rincarare il prezzo del biglietto e di non riconoscere gli abbonamenti venduti presso il teatro Haymarket, scatenando così una serie di polemiche contro di lui. Inoltre, benché fosse cittadino inglese dal 1727, a Händel erano rimproverati il suo forte accento e le sue origini tedesche, come quelle dell'allora dinastia regnante, invisa a molti anche per il fatto che la famiglia reale manteneva lingua e tradizioni tedesche anziché inglesi. Non potendo attaccare direttamente il re, la nobiltà di Londra se la prese allora con il suo protetto, Händel, e con le sue opere.

## Apertura della nuova Opera
La goccia che fece traboccare il vaso fu un alterco fra Händel e un suo cantante, il castrato Senesino. Uomo dal carattere volubile, Händel interruppe bruscamente i suoi rapporti lavorativi col Senesino, spazientito dalle pretese di quest'ultimo, e gli ammiratori del cantante utilizzarono questo pretesto per far eseguire opere italiane presso un altro teatro, quello del Lincoln's Inn Fields, senza la direzione di Händel. Sotto l'egida del principe di Galles, da tempo in cattivi rapporti con Giorgio II, protettore di Händel, nacque così l'Opera della Nobiltà, sostenuta anche dagli avversari del re. Non potendo assumere Giovanni Bononcini, caduto in disgrazia a causa di un plagio, la nuova compagnia teatrale scelse Nicola Porpora come compositore e Paolo Rolli come librettista.
Una sorta di circolare, stampata in molte copie, venne recapitata ai nobili più in vista, specialmente a quelli più ostili al re, chiedendo loro supporto per l'organizzazione del nuovo teatro:
Il nome Opera della Nobiltà, tuttavia, è quello attualmente conosciuto, ma all'epoca la nuova compagnia era nota come Senesino's Opera, a rimarcare l'importanza del cantante, addirittura superiore a quella del compositore (la compagnia, infatti, non si chiamò mai Porpora's Opera). Le rappresentazioni dell'Opera della Nobiltà iniziarono il 29 dicembre 1733 con l'Arianna in Nasso di Nicola Porpora. La nuova compagnia non ebbe immediato successo finché non ne prese parte il celebre castrato Farinelli.
Caspar von Brocke, ambasciatore prussiano a Londra, annotò sul suo diario:
Ricordò Lord John Hervey:

## Rappresentazioni

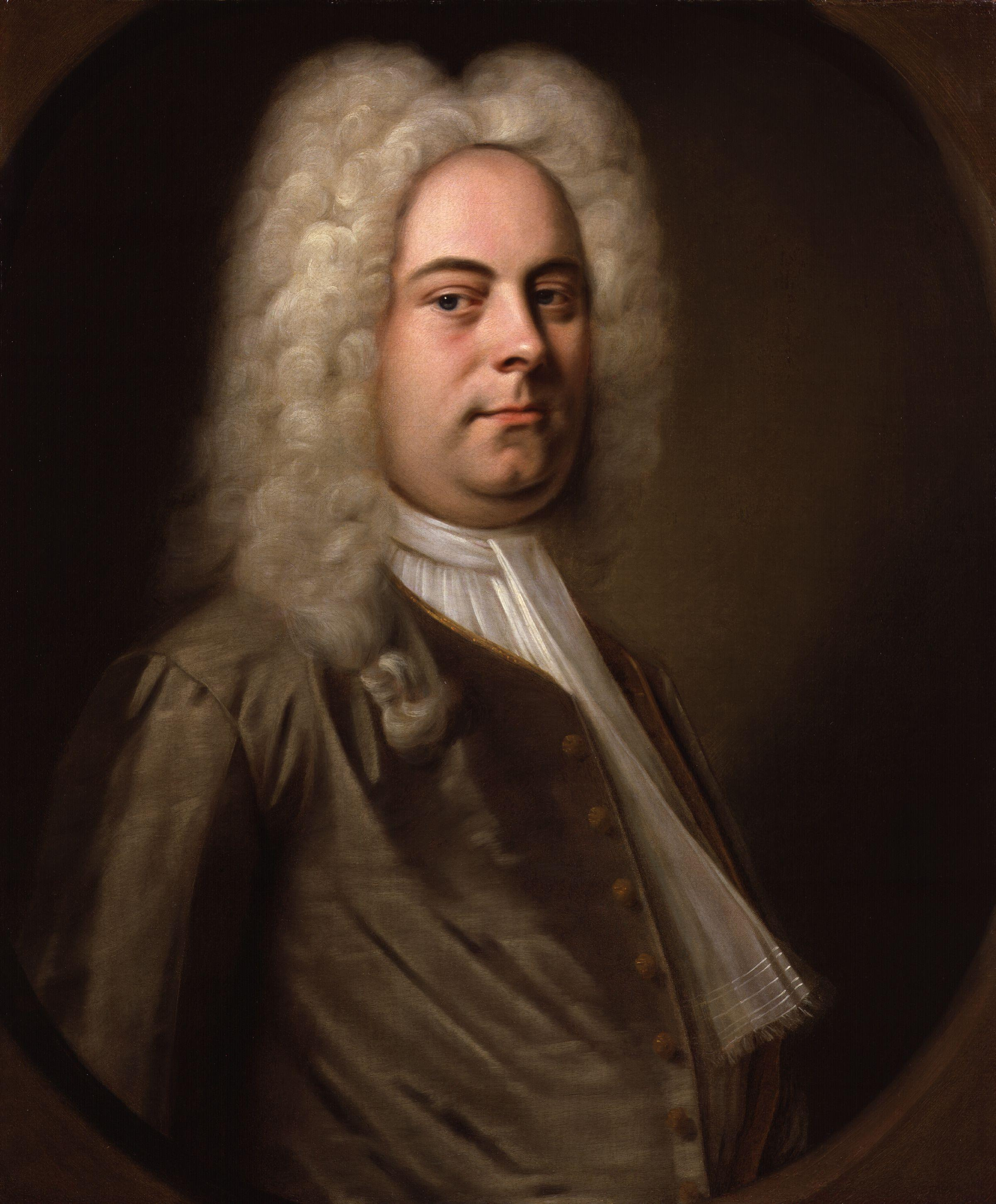
Georg Friedrich Händel.

Il 29 ottobre 1734 l'Opera della Nobiltà aprì la nuova stagione con l'Artaserse di Johann Adolf Hasse, rappresentata ben quaranta volte. Tuttavia, poiché la disputa contro il teatro di Händel era agguerritissima, si decise di sfidarlo con un oratorio, campo nel quale Händel riscuoteva maggior successo. Il 12 marzo 1734, in occasione delle nozze di Anna di Hannover, sorella di Federico, con Guglielmo IV di Orange-Nassau, venne rappresentato l'oratorio Davide e Betsabea di Nicola Porpora, benché il testo non fosse appropriato a un matrimonio (la storia narra di Betsabea presa in sposa da Davide, con il quale genera un figlio che, per punizione divina, si ammala gravemente e muore). La composizione non ottenne il successo sperato e venne eseguita solo tre volte.
Uno spettatore annotò che:
Händel, inoltre, per contrastare l'Opera della Nobiltà in generale e Farinelli nello specifico, decise di presentarsi come virtuoso dell'organo, proponendo alcuni concerti per organo e orchestra che verranno successivamente pubblicati dall'editore John Walsh.
La stagione teatrale dell'Opera della Nobiltà proseguì fino al giugno 1734 con l'Artaserse di Hasse, poi con Issipile di Pier Giuseppe Sandoni, Ifigenia in Aulide di Porpora ed Enea nel Lazio, sempre di Porpora. Consci della superiorità delle composizioni di Händel, il 10 dicembre 1734 l'Opera della Nobiltà cercò di guadagnare il favore del pubblico rappresentando addirittura un'opera dello stesso Händel, l'Ottone HWV 15.
Il 1º gennaio 1735 venne messo in scena il Polifemo di Porpora, replicato dodici volte. Il 28 ottobre 1735 l'Opera della Nobiltà riaprì la stagione con una replica del Polifemo, seguita da Adriano in Siria di Francesco Maria Veracini. Quest'ultima opera fu un fiasco, come annotò Lord Hervey:

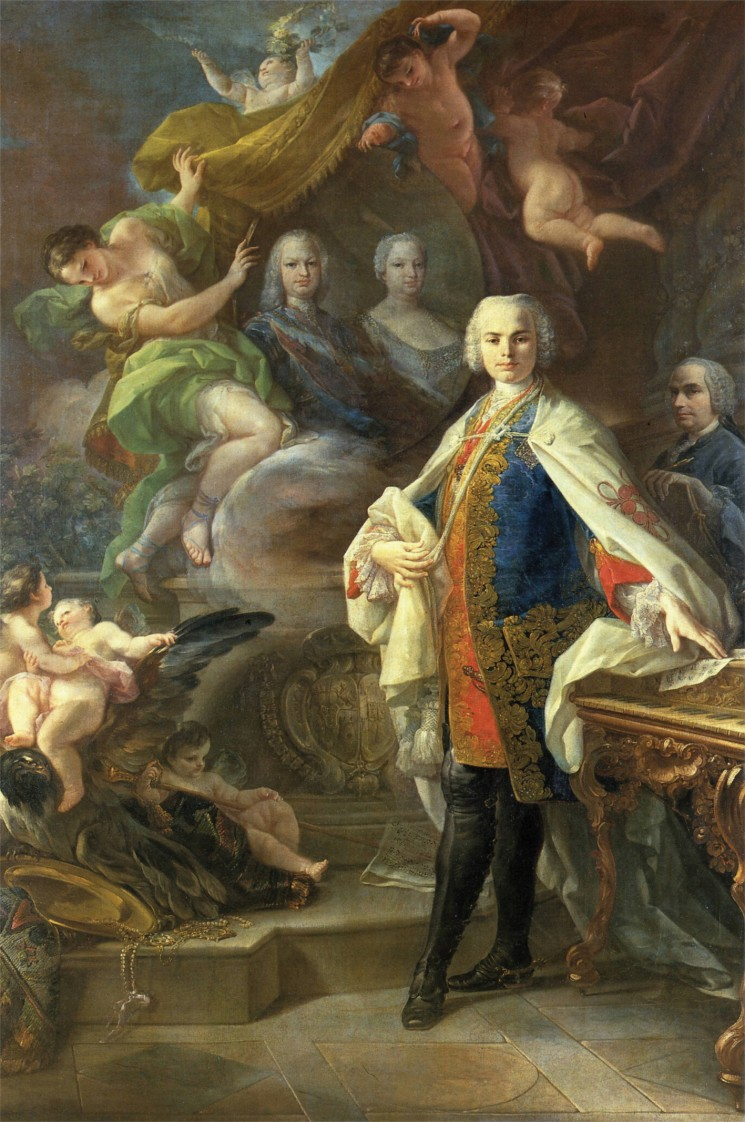
Carlo Broschi, detto Farinelli, stella dell'Opera della Nobiltà.

Il 25 gennaio 1736 la stagione proseguì col Mitridate di Porpora, che ebbe poca fortuna, seguito dall'Orfeo, un pasticcio in musica di vari compositori. Il 13 aprile andò in scena Onorio, di compositore ignoto, seguito da alcune repliche dell'Orfeo.
Il 27 aprile 1736 vennero celebrate le nozze di Federico di Hannover con Augusta di Sassonia-Gotha-Altenburg. Per festeggiare l'evento, il 4 maggio l'Opera della Nobiltà mise in scena la Festa d'Imeneo di Porpora, una serenata in onore degli sposi che venne rappresentata quattro volte, seguita da repliche di Adriano in Siria, Artaserse e di nuovo Orfeo, chiudendo la stagione il 22 giugno 1736.

## Il collasso
La stagione riaprì il 23 novembre 1736 con l'opera Siroe, di Johann Adolf Hasse, che però dovette rinforzarsi con Il giocatore, un interludio comico. Poiché il favore del pubblico declinava, l'Opera della Nobiltà mise in scena il Merope di Porpora, rinforzato da ben due interludi comici: di nuovo Il giocatore e una nuova buffonata, Pursignacco e Grilletta. Pare ci sia stato anche un terzo interludio, intitolato Vanesio e Larinda. Dopo tredici rappresentazioni del Demetrio di Giovanni Battista Pescetti, tutte supportate da interludi comici, e quattro del Tito, l'Opera della Nobiltà mise in scena il Sabrina, di cui non si conosce il compositore, naufragata dopo sole tre rappresentazioni.
Parve allora chiaro che la competizione contro il teatro di Händel era una partita persa. Il 24 maggio 1737 andò in scena il Demofonte di Egidio Romualdo Duni, rappresentato soltanto una volta. Venne annotato, l'11 giugno 1737, che Farinelli «cantava alle sedie».
Il successivo 14 giugno, poco dopo l'abbandono di Porpora e la nomina di Pescetti come nuovo direttore, l'Opera della Nobiltà chiuse, ufficialmente per indisposizione di Farinelli, il quale fece precedentemente cancellare una rappresentazione del Sabrina a causa di un raffreddore. Farinelli, poco dopo, stanco dell'ambiente londinese, tornò in Italia, come aveva già fatto il Senesino nel 1736. L'Opera della Nobiltà andò in bancarotta e si dissolse nel 1737, ma non prima di aver scritturato, per dispetto, alcuni dei migliori cantanti di Händel, come Francesca Cuzzoni e Antonio Montagnana, costringendo anch'essi al fallimento. La Cuzzoni, in seguito, tornò in Italia, mentre Montagnana cercò di riappacificarsi con Händel, il quale tuttavia non lo perdonò mai completamente per il tradimento subìto, riservandogli successivamente solo parti secondarie.